# Ricardo Alves Jr.
Ricardo Alves Jr (Belo Horizonte, 8 de Agosto de 1982), é um cineasta, produtor e diretor de teatro brasileiro. Seus trabalhos se caracterizam pelo hibridez de linguagens, em busca de construções de atmosferas e universos particulares. 

## Biografia
Ricardo Alves Jr é natural de Belo Horizonte. Formado em Cinematográfica pela Universidad del Cine (Buenos Aires).  

## Carreira
Seus filmes foram exibidos em alguns dos mais importantes festivais de cinema do mundo, tais como a Semana da Crítica do Festival de Cannes, Berlinale, Rotterdam, Locarno, Oberhausen, Karlovy Vary, IndieLisboa, Santa Maria da Feira, Festival do Rio, Festival de Brasília, dentre muitos outros. Teve também trabalhos exibidos em importantes museus, como o Centre Pompidou, de Paris, e o Reina Sofia, de Madrid. Em 2013, teve uma retrospectiva dedicada ao seu trabalho em curta-metragem, oferecida na Cinemateca Francesa, em Paris.
Em 2016, lançou seu primeiro longa-metragem, Elon não Acredita na Morte, contemplado pelo Hubert Bals Fund de desenvolvimento, pelo Filme em Minas e pelo PRODAV 06 do FSA. O filme foi selecionado em importantes festivais no Brasil, tais como Brasília (Prêmio de Melhor Ator para Romulo Braga), Panorama Coisa de Cinema (Prêmio de Melhor Filme – IndieLisboa) e Semana dos Realizadores (Prêmio Especial do Júri). Sua estreia internacional aconteceu no Macao Film Festival & Awards, na China, sucedida da estreia europeia no Festival de Rotterdam, em 2017. A estreia ibero-americana aconteceu em Março do mesmo ano, no Festival de Cartagena, na Colômbia. O filme também foi exibido no IndieLisboa, em Portugal; no FICUNAM, no México; e no BAFICI, em Buenos Aires. Em Abril de 2017, o longa estreou comercialmente nas salas de cinema brasileiras, distribuído pela Vitrine Filmes. Em Abril de 2019, o filme entrou no catálogo da Netlifx.
Em Dezembro de 2017, Ricardo lançou seu primeiro telefilme, o especial para a Rede Globo O Natal de Rita, feito em coprodução com a Globo Filmes. Atualmente prepara o desenvolvimento de sua primeira série, A Banda de Rita, uma continuação do especial.
Com João Salaviza, Ricardo co-dirigiu o curta-metragem Russa, que estreou na Competição do Festival de Berlim, em 2018.
Co-dirigiu com a atriz Grace Passô o média-metragem Vaga Carne, que teve estreia mundial na Berlinale 2020, na Sessão Forum Expanded.
Seu mais recente trabalho é o curta Vitória, que estreou no Festival Internacional de Cinema de Rotterdam, também em 2020.
Como produtor, lançou em Maio de 2018 o filme Chuva é Cantoria na Aldeia dos Mortos, dirigido por João Salaviza e Renée Nader Messora, na Mostra Un Certain Regard do Festival de Cannes, onde recebeu o Prêmio Especial do Júri. Exibido em 90 festivais, Chuva recebeu 13 prêmios, como Melhor Filme no Festival de Lima e Melhor Direção no Festival do Rio.  E em 2023, através da empresa EntreFilmes é co-produtor do novo filme do Renée Nader e João Salaviza ” A Flor do Buriti” também selecionado para mostra Un Certain Regard do Festival de Cannes.

## Filmografia

### Cinema
| Ano  | Obra                                      | Função     | Formato        | Notas                                     |
| ---- | ----------------------------------------- | ---------- | -------------- | ----------------------------------------- |
| 2006 | Material bruto                            | Direção    | Curta-metragem |                                           |
| 2007 | Convite para jantar com o Camarada Stalin | Direção    | Curta-metragem |                                           |
| 2010 | Permanências                              | Direção    | Média-metragem |                                           |
| 2014 | Tremor                                    | Direção    | Curta-metragem |                                           |
| 2016 | Elon não Acredita na Morte                | Direção    | Longa-metragem |                                           |
| 2018 | Chuva é a cantoria na aldeia dos mortos   | Produção   | Longa-metragem |                                           |
| 2018 | Russa                                     | Co-direção | Curta-metragem | Co-direção João Salaviza                  |
| 2019 | Vaga Carne                                | Co-direção | Média-metragem | Co-direção Grace Passô                    |
| 2019 | Vitória                                   | Direção    | Curta-metragem |                                           |
| 2020 | Coisas Úteis e Agradáveis                 | Co-direção | Média-metragem | Co-direção Germano Melo                   |
| 2021 | Aragem                                    | Direção    | Longa-metragem | Produzido pelo grupo Atrás do Pano        |
| 2022 | Quem tem Medo?                            | Co-direção | Longa-metragem | Co-direção Henrique Zanoni e Dellani Lima |
| 2023 | A Flor do Buriti                          | Produção   | Longa-metragem |                                           |

### Teatro
| Ano  | Obra                          | Função     | Notas                                  |
| ---- | ----------------------------- | ---------- | -------------------------------------- |
| 2013 | Discurso do Coração Infartado | Co-direção | Co-direção Silvana Stein               |
| 2015 | Sarabanda                     | Co-direção | Co-direção Silvana Stein               |
| 2016 | A Estrangeira                 | Direção    |                                        |
| 2017 | Cine Splendid                 | Direção    | Co-direção Pablo Lamar                 |
| 2018 | Eclipse Solar                 | Direção    |                                        |
| 2019 | Zoom                          | Direção    |                                        |
| 2019 | Tragédia                      | Direção    | Grupo Quatroloscinco - Teatro do Comum |
| 2021 | Azul                          | Direção    | Obra de Teatro e Audiovisual           |

### Televisão
| Ano  | Obra            | Função  | Formato   | Notas                          |
| ---- | --------------- | ------- | --------- | ------------------------------ |
| 2017 | O Natal de Rita | Direção | Telefilme | Co-produção com a Globo Filmes |

## Prêmios e indicações
Em 2007, foi premiado no 3º Festival de Jovens Realizadores de Audiovisual do Mercosul com Material Bruto, além do prêmio revelação no festival internacional de curtas de São Paulo.
Em 2007, levou três prêmios com Convite para Jantar com Camarada Stalin no Festival Brasília de Cinema Brasileiro: na categoria melhor filme, o Candango de Melhor Fotografiae como melhor diretor.
Em 2010, Permanências foi vencedor na categoria melhor filme na Janela Internacional de Cinema do Recife.
Em abril de 2011, o mesmo filme foi anunciado como um dos escolhidos para a Semana da Crítica Festival de Cannes.
"Tremor" 2013 estreou na competição Pardi di Domani do festival de Locarno, ganhou o prêmio de direção, fotografia e edição no festival de Brasilia do Cinema Brasileiro e melhor filme Brasileiro no festival internacional de curtas de Belo Horizonte.
"Russa" 2018 estreou na competição de curtas metragens do Festival de Berlim. 
Lançou em 2016 seu primeiro longa-metragem, Elon Não Acredita na Morte. Selecionado para os Festivais de Brasília do Cinema Brasileiro (Prêmio de Melhor Ator), Panorama Coisa de Cinema (Prêmio de Melhor Filme – Prêmio IndieLisboa), Semana dos Realizadores no Rio de Janeiro (Prêmio do Júri); teve estreia internacional no Macao Film Festival & Awards, na China (Prêmio de Melhor Contribuição Artística) e estreia europeia no Festival de Cinema de Rotterdam na sessão Brigth Futuro. A estreia Iberoamericana foi na competição do Festival de Cartagena na Colômbia, sendo exibido também no IndieLisboa em Portugal, Ficuman no México e Bafici na Argentina. 